# Океанологія
Океаноло́гія (від океан і грец. λόγος — думка, слово) (англ. oceanology, нім. Ozeanologie f) — комплекс наук, які досліджують Світовий океан. Об'єднує фізику океану, або океанографію, що вивчає процеси циркуляції в морському водному середовищі, оптичні, акустичні, магнітні та інші його особливості, виявляє закономірності взаємодії атмосфери й океану, хімію океану (гідрохімічні особливості морських вод та формування хімічного балансу океану), біологію океану (рослинний і тваринний світ, біологічну продуктивність морів, можливість відтворення найважливіших біологічних ресурсів). До океанології відносять також геологію океану, завдання якої — вивчення будови земної кори в межах океану, рельєфу його дна, а також формування родовищ корисних копалин. Експедиційні дослідження з океанології забезпечуються спеціально обладнаними науково-дослідними суднами, океанографічними платформами, підводними апаратами та електронною вимірювальною технікою, розвивається супутникова океанологія. В Україні проблеми океанології досліджують г.ч. установи Національної академії наук.
Вивчає великомасштабну взаємодію океану й атмосфери та його довготривалу мінливість, хімічний обмін океану з материками, атмосферою і дном, біоту та її екологічні взаємодії, встановлює місцеві або локальні процеси, що відбуваються за рахунок обміну енергією і речовиною між різними районами океану. Океанологія є, по суті, сукупністю дисциплін, що вивчають фізичні, хімічні й біологічні процеси, які протікають в океані в цілому, в його окремих регіонах, в околичних і внутрішніх морях.
Змістом спеціальності є вивчення вод Світового океану й окремих морів, водних мас різних шарів океану, процесів їх формування та циркуляції, взаємодії вод океану з атмосферою, хвильових процесів, змін гідрологічного режиму морів під впливом господарської діяльності, а також прогнози окремих характеристик цього режиму.

## Розділи океанології
Океанологію можна підрозділити на такі п'ять частин:
- Морська біологія або біологічна океанографія вивчає рослини і тваринних (біоту) океанів і їх екологічні взаємодії.
- Хімічна океанологія вивчає хімію океану.
- Морська геологія або геологічна океанографія вивчає геологію океанічного дна а також тектоніку плит
- Взаємодія океану і атмосфери
- Фізична океанологія вивчає фізичні властивості морської води (термодинаміка, акустика, оптика), динамічні процеси в океані (течії, хвилі, приливи, турбулентні рухи), а також структуру вод в океані (водні маси).

### Напрямки
- Загальні відомості про Світовий океан та його частини.

Геоморфологія Світового океану та його частин. Поля солоності, температури, щільності, хімічних елементів у Світовому океані, його окремих частинах і морях. Загальні закономірності циркуляції вод Світового океану та його морів. Течії Світового океану і морів. Типи руху вод в океані. Баланс води, тепла і хімічних елементів у Світовому океані та його частинах. Трансформація енергії і речовини в океані. Океан як середовище життя організмів, взаємодія середовища з організмами.
- Загальні положення термогідродинаміки океану. Термодинаміка морської води. Рівняння стану морської води. Рівняння динаміки морських вод, граничні умови, енергетичні співвідношення. Розв'язання рівнянь гідротермодинаміки океану для різних типів рухів вод океану.
- Межі поділу океану з атмосферою, літосферою, гідросферою суші. Потоки маси, кількості руху, тепла, солей, вологи, хімічних елементів на межах поділу. Експериментальні й теоретичні методи визначення потоків через поверхні поділу. Вплив вітру, сонячної радіації, швидкості течій та інших факторів на значення потоків. Геотермічні потоки. Структура та хімічний склад аномальних вод у рифтових розломах.
- Динаміка вод океану. Ідентифікація течій в океані та визначення їх параметрів експериментальними і теоретичними методами. Числові методи розрахунку океанських течій. Експериментальні й теоретичні (гідродинамічні та статистичні) дослідження параметрів вітрових хвиль, установлення зв'язку параметрів хвиль зі швидкістю вітру, розгоном та іншими факторами. Експериментальні й теоретичні дослідження довгих хвиль (припливи, хвилі Росбі, хвилі цунамі), встановлення залежності їх параметрів від різних факторів. Експериментальні і теоретичні дослідження внутрішніх хвиль в океані, встановлення залежності їх параметрів від стратифікації вод, діючих сил та інших факторів. Процеси перемішування в океанах і морях.
- Гідрофізичні поля океану. Загальні особливості структури гідрофізичних полів, синоптичні вихори. Океанічна турбулентність різних масштабів. Механізми генерації та дисипації структурних утворень різних масштабів, механізми їх взаємодії з іншими процесами в океані. Теоретичні та експериментальні дослідження структури гідрофізичних полів океану. Взаємодія океану з атмосферою, гідросферою та літосферою. Морські льоди, льодовий покрив. Процеси конвекції у високих широтах. Прогнози полів температури.
- Термічно-сольова структура океану. Просторовий розподіл та часова мінливість полів температури і солоності Світового океану та його частин. Загальна структура вод океанів і морів. Тонка термічно-сольова структура. Процеси обміну маси, тепла і солей у Світовому океані та його частинах. Процеси в товщі водних мас, у верхньому шарі океану, в прилеглому шарі атмосфери.
- Акустика океану. Теоретичні й експериментальні дослідження акустичних полів Світового океану та його частин. Поширення, поглинання та розсіювання звуку в океані, звуковий канал, природні шуми моря.
- Оптика океану. Теоретичні й експериментальні дослідження оптичних полів Світового океану та його частин. Дослідження залежності оптичних характеристик вод океану від різних факторів. Поширення, поглинання та розсіювання світла морською водою. Біолюмінесценція і фотолюмінесценція, флуктуація світлових полів, колір моря.
- Льоди океану. Льодоутворення. Характеристики морських льодів. Структура та динаміка льодових покривів Арктики й Антарктики. Льодові прогнози. Клімат і льоди.
- Довготермінові та короткотермінові прогнози параметрів стану морського середовища. Прикладна океанологія, вишукування нових перспективних напрямів і методів обслуговування морського транспорту, прибережного будівництва, рибного промислу.
- Регіональна океанологія. Вплив господарської діяльності на окремі гідрологічні параметри вод морів, зокрема їх прибережних частин. Гідрологічні процеси естуаріїв та прибережних частин океану, зміни їх режиму при зменшенні річкового стоку. Дослідження на стику наук про море, атмосферу і водні об'єкти суші.